# 19 BEST
『19 BEST』は、19による「19 BEST●青」「19 BEST●春」2枚のベスト・アルバム。2002年4月27日にビクターエンタテインメントから発売された。

## 内容
メジャー・デビューから解散までのシングルを収録した『19 BEST●青』、活動期間中に発表した3枚のオリジナル・アルバムから選曲した『19 BEST●春』の2枚が同時発売。 

## 再発盤
2007年2月21日に2枚を一つの商品として「コンプリートBEST 青&春」のタイトルで期間限定発売された。 

## 概要
3年の活動期間を終えた19の解散の後に発売されたベスト・アルバム。
タイトルは、2人が歩んできた道ということで「青春」となるようにという意図が込められている。
「19 BEST●青」は、基本的に全シングル楽曲をシングル・バージョンで収録しているが、『背景ロマン』のC/W「ありあまる地上の憂鬱とよろこび」「おめでとう」、『足跡』のC/W「よき日々 思い出よ」、ラストシングル『蒲公英-たんぽぽ-』とC/W「いつもどおりのまま」以上の5曲は収録されていない。但し、『蒲公英-たんぽぽ-』「いつもどおりのまま」は「19 BEST●春」に別バージョンで収録。
「19 BEST●春」は、ライブでの人気曲やアルバム収録のタイアップ楽曲などを中心に選曲され、未発表バージョンを含めた選曲となっている。
「19 BEST●青」「19 BEST●春」併せて未発表バージョンを多数収録しているが、「卒業ライフ」は2人の意向により収録が見送られている。

## 収録曲

### 19 BEST●青
1. あの青をこえて (5:18)
作詞:326、作曲:イワセケイゴ、編曲:茂村泰彦
2. 西暦前進2000年→ (4:06)
作詞:326、作曲:岡平健治、編曲:熊谷憲康
3. あの紙ヒコーキ くもり空わって (4:24)
作詞:326、作曲:19、編曲:茂村泰彦
4. 卒業の歌、友達の歌。 (3:31)
作詞:326、作曲:19、編曲:茂村泰彦
5. すべてへ (4:22)
作詞:326、作曲:岡平健治、編曲:茂村泰彦
6. 嘘がぼくらをみつけたんだ (4:56)
作詞:ケイゴ&326、作曲:イワセケイゴ、編曲:茂村泰彦
7. 『果てのない道』 (4:09)
作詞・作曲:岡平健治、編曲:岡平健治・茂村泰彦
8. 水・陸・そら、無限大 (4:50)
作詞・作曲:19、編曲:茂村泰彦・19
9. やさしい激動 (4:24)
作詞・作曲:19、編曲:前野知常・19
10. 背景ロマン (4:19)
作詞・作曲:19、編曲:19・茂村泰彦
11. 足跡 (3:34)
作詞:イワセケイゴ、作曲:イワセケイゴ・茂村泰彦、編曲:茂村泰彦
12. たいせつなひと (3:51)
作詞:市川喜康・岡平健治、作曲:岡平健治
編曲:Achilles Damigos・岡平健治
13. 小田急柿生 (4:52)
作詞・作曲・編曲:岡平健治
14. 「テーマソング (ボクらの)」 (インストア編) (3:59)
作詞:ナカムラミツル、作曲:イワセケイゴ、編曲:茂村泰彦

### 19 BEST●春
1. 三分間日記 (4:18)
作詞・作曲:イワセケイゴ、編曲:茂村泰彦
新たにカウントが始まる20秒前からのレコーディング風景SEが追加。
2. ビルはほど遠い街 (3:59)
作詞・作曲:イワセケイゴ、編曲:松田文
3. まばたき (4:17)
作詞:326・イワセケイゴ、作曲:イワセケイゴ、編曲:松田文
4. キネマ (2:21)
作詞・作曲:イワセケイゴ、編曲:朝三“sammy”憲一
5. 無意識とは (4:46)
作詞・作曲:イワセケイゴ、編曲:wingstone
6. corona (5:14)
作詞・作曲:イワセケイゴ、編曲:茂村泰彦
7. いつもどおりのまま (アンプラグド編) (5:37)
作詞・作曲:イワセケイゴ、編曲:伊藤一則・イワセケイゴ
8. 瞬間概念 (3:52)
作詞・作曲:岡平健治、編曲:熊谷憲康・岡平健治・木村玲・イワセケイゴ
9. 熊じいちゃん (4:22)
作詞・作曲:岡平健治、編曲:茂村泰彦
10. 以心伝心 (4:02)
作詞・作曲:岡平健治、編曲:岡平健治・イワセケイゴ
11. 「伝えたい音」 (5:10)
作詞・作曲・編曲:岡平健治
12. 太陽は僕らを照らしてた (4:22)
作詞:はしもとみゆき、作曲:岡平健治、編曲:大川達之・3B LAB.☆
13. 炎 (6:16)
作詞・作曲:岡平健治、編曲:GENE POOL・岡平健治
14. Sing a Song (4:26)
作詞・作曲:岡平健治、編曲:GENE POOL・岡平健治
15. 蒲公英 -たんぽぽ- (プリプロダクション編) (5:41)
作詞・作曲:岡平健治、編曲:岡平健治・五十嵐淳一
16. 小田急柿生 (弾き語り編) (4:58)
作詞・作曲・編曲:岡平健治